# Barbosa (Santander)
Barbosa – miasto w Kolumbii, w departamencie Santander.